# Castello Banfi
Castello Banfi è un edificio militare di Poggio alle Mura.
Già presente in epoca alto-medievale, è stato completamente ricostruito nel 1438 e restaurato nel corso del XVII secolo. Sul volgere della seconda guerra mondiale un'ala del castello fu minata e distrutta, e successivamente ricostruita. Lungo la cortina muraria si aprono due porte, la principale e una più piccola che conduce al cortile d'onore, esempio di architettura rinascimentale con arcate, volte a vela, lunotti e uno stemma mediceo del XVII secolo.
All'interno è ospitato il museo della bottiglia e del vetro, intitolato a John F. Mariani, fondatore dell'azienda vitivinicola "Banfi".